# Cuisles
Cuisles is een gemeente in het Franse departement Marne (regio Grand Est) en telt 139 inwoners (2006). De plaats maakt deel uit van het arrondissement Reims.

## Demografie
Onderstaande figuur toont het verloop van het inwonertal (bron: INSEE-tellingen).